# St. Paul’s (Zion’s) Evangelical Lutheran Church

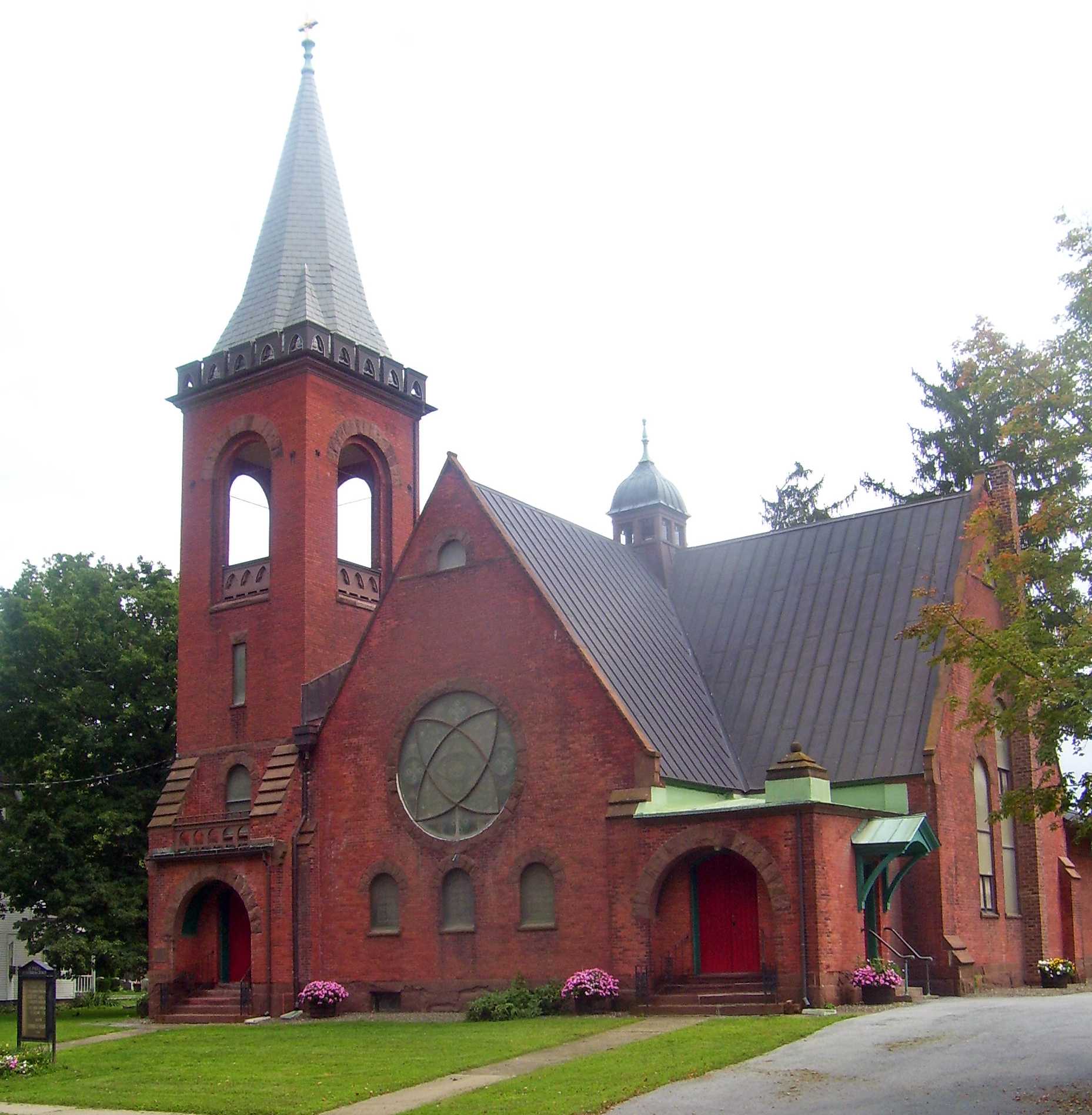
Blick auf Ostseite und Südseite (2008)

St. Paul’s (Zion’s) Evangelical Lutheran Church ist der amtliche Name der allgemein St. Paul’s Lutheran Church genannten Kirche in Red Hook, New York in den Vereinigten Staaten, zu der sechs Gebäude und ein Friedhof gehören, die auf einem rund sechs Hektar großen Grundstück am South Broadway (U.S. Highway 9) direkt südlich des Ortszentrum liegen. Die heutige Kirche ist der dritte Kirchenbau an der Stätte, die ursprünglich zu einer Kirchengemeinde der Evangelical and Reformed Church gehörte.
Es ist eine von mehreren evangelisch-lutherischen Kirchen Kirchen in dem Gebiet, deren Anfänge auf Pfälzer Einwanderer zu Beginn des 18. Jahrhunderts zurückgehen. Das heutige Bauwerk aus dem späten 19. Jahrhundert ist eine sophistizierte Anwendung der Neuromanik eines Architekten aus New York City. Der Gebäudekomplex wurde 1998 in das National Register of Historic Places eingetragen. Aufgrund finanzieller Schwierigkeiten erwog die Kirchengemeinde Verkauf und Abriss einiger der Gebäude.

## Anwesen und Gebäude
Das Grundstück der Kirchengemeinde wird durch South Broadway an der Westseite, Fisk Lane im Norden, Elizabeth Street im Osten und ein Wohnhaus am südlichen Ende begrenzt. Es handelt sich um einen Komplex aus sechs Gebäuden, von denen vier in einer Reihe an der Straße stehen und die beiden anderen auf dem Friedhof im rückwärtigen Bereich des Grundstücks. Alle gelten als beitragend zum historischen Charakter des Ensembles. Neben dem Hauptzugang vom South Broadway her gibt es einen Zugang von der Fisk Lane. Das Grundstück ist offen bebaut und mit einigen hohen Bäumen bewachsens.

### Kirche
Die Kirche selbst ist das dritte Bauwerk von Norden. Sie ist ein asymmetrisches Backsteingebäude mit einem Kreuzgiebel, auf dessen Dach eine Kuppel sitzt. Fenster und Türen sitzen in Rundbögen. Die Frontseite im Westen hat eine große ausgearbeitete Rosette mit Vierpass. Darunter sind drei kleinere Bogenfenster mit Buntglas, deren Keilsteine aus Sandstein gefertigt sind. Ein weiteres kleineres Fenster sitzt darüber im Tympanon.
Den Haupteingang bildet eine kleine, einstöckige Veranda mit flachem Dach, deren Archivolte in gleichartigem Sandstein ausgeführt sind. Eine ähnliche Veranda mit einem Nebeneingang befindet sich an der Nordwestecke am Fuß des Glockenturms. Dieser ragt empor bis zu seiner verbreiterten Spitze mit Fensteröffnungen in Rundbögen auf allen vier Seiten und dem gerundeten Kupferdach. Unter dem Ostgiebel der Kirche befindet sich ein steiles, konisch geformtes Vordach, dass den Eingang zum Keller in der Nähe der Sakristei bedeckt.
Im Innern sind die Wände verputzt und getäfelt, Fenster und Türen sind tief in die Maueröffnungen eingelassen. Die Decke wird durch ein Kuppelgewölbe gebildet, das von Konsolen und kleineren Säulengewölben unterstützt wird. Die Decke ist aus Wellblech ausgeführt und erweckt so die Wirkung einer umgedrehten Glocke. Die Kirchenbänke sind in einem Halbkreis auf dem absteigenden Fußboden im Querschiff und im Mittelschiff aufgestellt. Taufbecken und Chorestraden befinden sich in den südlichen Ecken und der Altar wird von einem erhobenen Halbgewölbe beschützt.

### Weitere Gebäude
Direkt nördlich der Kirche befindet sich das Pastorat, ein im Queen Anne Style erbautes zweieinhalbstöckiges Haus mit stark geneigtem Dach und einer umlaufenden Veranda. Im Norden davon befindet sich das Gemeindehaus, ein neugotischer in Ständerbauweise errichteter Bau, dessen steiles Dach von einem Gesims mit Kragsteinen und Spitzbogenfenstern begleitet wird.
Am südlichen Ende der Gebäudereihe befindet sich das Haus des Friedhofswärters. Es ist das älteste Gebäude auf dem Grundstück. Bei dem eineinhalbstöckigen Haus handelt es sich um eine Saltbox. Auf seiner Rückseite befindet sich ein kleiner hölzerner Schuppen mit einem Kreuzgiebeldach aus Blech und Schiebetüren, das als Garage dient. Das Friedhofsbüro in der Nähe ist ein einstöckiger Holzständerbau mit Satteldach und Garagentüren.

### Friedhof
Im hinteren Bereich des Grundstücks liegt der Friedhof. Er ist weitgehend flach. Mehrere, teilweise asphaltierte Wege kreuzen das Gelände, um den Zugang zu den Gräbern zu erleichtern, die in zwanzig Sektionen angeordnet sind. Diese Unterteilungen entsprechen früheren Grundstücksgrenzen. Der älteste Grabstein datiert aus dem Jahr 1813. Dabei handelt es sich um einen der wenigen Grabsteine aus Marmor oder Sandstein aus jener Zeit. In fünf weiteren Sektionen dominieren viktorianische Grabmale aus Marmor und Granit, der Rest des Friedhofs wurde im 20. Jahrhundert angelegt. Keiner der Grabsteine ist wegen seiner Friedhofskunst oder der begrabenen Person nennenswert.

## Geschichte
Das Luthertum kam in das nordwestliche Dutchess County in den 1710er Jahren, als Pfälzer Flüchtlinge vor dem Spanischen Erbfolgekrieg hierher gelangten. Nachdem diese versuchten, Harzderivate auf dem Land von Robert Livingston im heutigen Columbia County zu kultivieren, wurden sie entlassen.. Einige ließen sich auf Einladung eines anderen Grundbesitzers, Henry Beekman, im Gebiet von Rhinebeck und Red Hook nieder. Sie gründeten 1715 in Red Hook eine gemeinsame Kirche von lutherischen und reformierten Christen.
Die Lutheraner verließen die Kirche 1729, wobei nicht bekannt ist, ob dies aufgrund eines Streits oder deswegen geschah, weil ihre Mitgliederzahl so weit angestiegen war, dass man nun einen eigenen Kirchenbau unterhalten konnte. Sie gründeten die heutige Old Stone Church an der Albany Post Road (heute U.S. 9) zwischen Rhinebeck und Red Hook. Die Reformed-Lutheran Church wurde später zur Zion German Reformed Church.
Die Gemeinde kaufte 1796 ein rund zwei Hektar großes Grundstück an der heutigen Stätte in Red Hook und verlegte die Kirche sechs Jahre später dorthin. Zu diesem Zeitpunkt war das heutige Haus des Friedhofswärters das einzige neue Gebäude dort. Die Gemeinde baute eine neue Kirche, die 1803 fertiggestellt wurde. Es ist nicht bekannt, ob der Friedhof schon bestand, als der Grabstein aus dem Jahr 1813 aufgestellt wurde. Die in Holzständerbauweise errichtete Kirche wurde 1834 von einem Sturm zerstört. Der anschließende Neubau wurde aus Stein errichtet. Im übertragenen Sinne bekam die Gemeinde eine neue Kirche, als 1846 kein neuer Pastor gefunden werden konnte. Um das Problem zu lösen, trat man zum lutherischen Glauben über und benannte die Kirche in St. Paul’s um.
In den 1880er Jahren wurde der Baukomplex erweitert, indem zunächst der Gemeindesaal am nördlichen Ende des Grundstücks gebaut wurde. Zwei Jahre später führte das Wachstum der Kirchengemeinde dazu, dass man Geld sammelte, um eine weitere neue Kirche zu erbauen. Die steinerne Kirche wurde 1889 abgerissen und die Gemeindemitglieder begannen, einen Keller zu graben. Die Baukosten der heutigen Kirche betrugen 18.650 US-Dollar (1890; heute etwa 573.000 US-Dollar). Sie wurde 1890 fertiggestellt.
Das Bauwerk wurde durch den New Yorker Architekten Lawrence B. Valk entworfen, der in dem 1873 erschienenen Buch Church Architecture ausgiebig über den Bau von Kirchenbauwerken geschrieben hatte. Nach seiner Auffassung bestehen „Kirchen für die Rettung der Seelen, nicht für die architektonische Darstellung zu Lasten der Bequemlichkeit“. Die meisten anderen von ihm erbauten Kirchen liegen näher an der Metropole, etwa in Ossining oder auf Long Island. Die von ihm in Red Hook gebaute Kirche unterscheidet sich nicht von seinen anderen Kirchenbauten aus jener Periode. Sie gleicht weitgehend der Congregational Church of Patchogue, bei der er ebenfalls den sehr zeitgenössischen neuromanischen Stil und einen ähnlichen Grundriss verwendete.
1903 schließlich wurde das Pfarrhaus erbaut. Drei Jahre später wurde das Kirchengebäude mit elektrischem Licht ausgestattet, ein neuer Fußboden und eine Orgel wurden in den nachfolgenden Jahren eingebaut. 1914 ließ die Gemeinde den Namen gerichtlich ändern, um an die Ursprünge als Zion German Reformed Church zu erinnern. Der Friedhof wurde vergrößert und in den 1920er Jahren wurden das Friedhofsbüro und der Schuppen hinzugekauft. Es wurde notwendig, für die Erweiterung des Friedhofes mehr Land zu erwerben, sodass mehrere umliegende Parzellen gekauft wurden. 1939 erreichte das Anwesen seine heutige Größe. Seitdem wurde der Komplex wenig verändert. Arbeiten am Keller führten 1956 zur Entfernung der ursprünglichen porte cochère und zur Hinzufügung eines Kamins an der Südseite. Das Schieferdach wurde in den 1970er Jahren ersetzt.
Zu Beginn des 21. Jahrhunderts geriet die Gemeinde in finanzielle Schwierigkeiten. Im April 2009 drohte ihre der Zusammenbruch. Im Jahr 2008 hatte man bei der Village-Verwaltung beantragt, das Haus der Friedhofswärters und den Gemeindesaal abreißen zu dürfen, um das Gelände aufzuteilen und fünf Baugrundstücke zu verkaufen. Der Erlös sollte dazu dienen, Kirche und Friedhof in Betrieb zu halten. Örtliche Denkmalschützer erhoben Einwand, da das Haus des Friedhofswärters „organisch für die Stätte“ sei und allenfalls verlegt, aber nicht abgerissen werden sollte.
Heute gehört die Kirche mit zwei weiteren zu einer Gemeinde der Evangelisch-Lutherischen Kirche in Amerika.